# پتینگ
پتینگ (به آلمانی: Petting, Bavaria) یک شهر در آلمان است که در بایرن واقع شده‌است.

## خصوصیات
پتینگ ۲۹٫۹۳ کیلومترمربع مساحت دارد ۴۵۱ متر بالاتر از سطح دریا واقع شده‌است.